# Guido Henn
Guido Henn (* 6. Juli 1970 in Sobernheim) ist ein deutscher Dirigent, Komponist und Arrangeur. Er ist Gründer der Kapelle Guido Henn und seine Goldene Blasmusik.

## Leben
Guido Henn begann seine musikalische Karriere mit zehn Jahren auf der Klarinette. Mit 16 Jahren schrieb er seine erste Komposition. Von 1990 bis 1993 studierte er Orchestermusik an der Musikhochschule Düsseldorf in den Fächern Klarinette und Klavier bei Kindermann. Seit 1994 ist Henn Konzertmeister und Soloklarinettist beim Luftwaffenmusikkorps 2 Karlsruhe. Mittlerweile hat Guido Henn über 100 Kompositionen geschrieben. Henn gibt auch Workshops in böhmischer Blasmusik. 1991 gründete Guido Henn mit Christian Buss den HeBu Musikverlag. 1999 schied Henn aufgrund seiner Tätigkeit als Berufsmusiker aus dem Verlag aus.
Neben eigenen Kompositionen arbeitet Guido Henn mit weiteren zeitgenössischen Komponisten böhmischer Musik zusammen. Der Vorsprung von Guido Henn gegenüber den Marktbegleitern ist, neue talentierte Autoren böhmischer Blasmusik zu finden und zu motivieren.
So enthalten seine Produktionen u. a. Werke von Marc Sven Heidt (speziell Konzertwalzer wie „Maly dárek“), Michael Kuhn (Polkas der Spitzenklasse wie „Zum Weinen schön“) und von Thomas G. Greiner. Greiner arbeitet seit 2002 mit Guido Henn zusammen und trägt sinfonische Polkas der hohen Schwierigkeitsstufe (z. B. „Raphael-Polka“) zum Repertoire bei.
2012 schloss Guido Henn das Projekt „Henn’s Böhmische Talentschmiede“ ab. Sein besonderes Verdienst dabei ist, interessierte junge Musiker zur besonderen Artikulation und Interpretation böhmischer Blasmusik in zeitgemäßer Weise heranzuführen. Das Projekt wurde mit einem Konzert mit anspruchsvollen Polkas, Walzern und Märschen abgeschlossen.

## Kompositionen (Auszug)
Die Eigenkompositionen von Guido Henn zeichnen sich bei den Polkas durch elegante Melodiebögen, fließende Wechsel zwischen Dur und Moll, Eingängigkeit (z. B. „Vergißmeinnicht“) oder besonders romantische Melodieführung und Atmosphäre (z. B. „Polka romantica“) aus, gelegentlich mit musikalischen Zitaten (z. B. „Alle Vögel sind schon da“ in der Coda von „Vöglein flieg“ oder des Beginns der italienischen Nationalhymne an Anfang und Ende der „Weltmeister-Polka“). Seine Märsche enthalten häufig charaktervolle Passagen in Moll, auch enden sie oft in Moll mit ungarischen Anklängen.
Die Solisten-Titel von Guido Henn umfassen anspruchsvolle Solostücke für zahlreiche Instrumente (darunter auch sonst wenig bedachte Instrumente wie Bass-Posaune).
- Sternstunden (Konzertmarsch)
- Mädels aus dem Böhmerland (Polka mit Gesang)
- Das gute Herz der Großmama (Polka mit Gesang)
- Musikantensehnsucht (Polka)
- Vergissmeinnicht (Polka)
- Von Herz zu Herz (Polka)
- Mutterherz (Polka)
- Emotions (Konzertmarsch)
- Frühling im Böhmerland (Polka)
- Freudentränen (Polka)
- Heimatglocken (Walzer)
- Böhmisch klingen uns’re Lieder (Polka)
- Marsch der Böhmerländer Blasmusik (Marsch)
- Freundschaftspolka (Polka)
- Meine Böhmische Welt (Gesangspolka)
- Erinnerung (Walzerlied)
- Die Teufelsklarinette (Solopolka)
- Phantasia (Böhmische Konzertpolka)

## Arrangements (Auszug)
- Weissensteiner Polka; Komponist: Georg Velz/Guido Henn
- Bayern grüßt Böhmen (Polka); Komponist: Martin Nieß/Guido Henn
- Glücksmomente (Polka); Komponist: Martin Imhof/Guido Henn
- Westricher Musikantenpolka; Komponist: Martin Neu/Guido Henn